# Podospora leporina
Podospora leporina är en svampart som först beskrevs av Cain, och fick sitt nu gällande namn av Cain 1962. Podospora leporina ingår i släktet Podospora och familjen Lasiosphaeriaceae.   Inga underarter finns listade i Catalogue of Life.
I den svenska databasen Dyntaxa används istället namnet Arnium leporinum för samma taxon.  Arten är reproducerande i Sverige.